# Parque Nacional de Ranthambore
O Parque Nacional de Ranthambore é um parque nacional localizado no estado indiano de Rajastão. Abrange uma área total de 1.334 km². É delimitado ao norte pelo rio Banas e ao sul pelo rio Chambal. O parque recebe seu nome do histórico Forte de Ranthambore, situado dentro de seus limites.

## História
O Parque Nacional de Ranthambore foi criado como o Santuário de Caça de Sawai Madhopur em 1955, cobrindo inicialmente uma área de 282 km². Em 1974, foi declarado uma das reservas do Projeto Tigre, um movimento de conservação da vida selvagem para proteger o tigre ameaçado de extinção iniciado em 1973 pelo Governo da Índia. Foi oficializado como parque nacional em 1980.

## Características

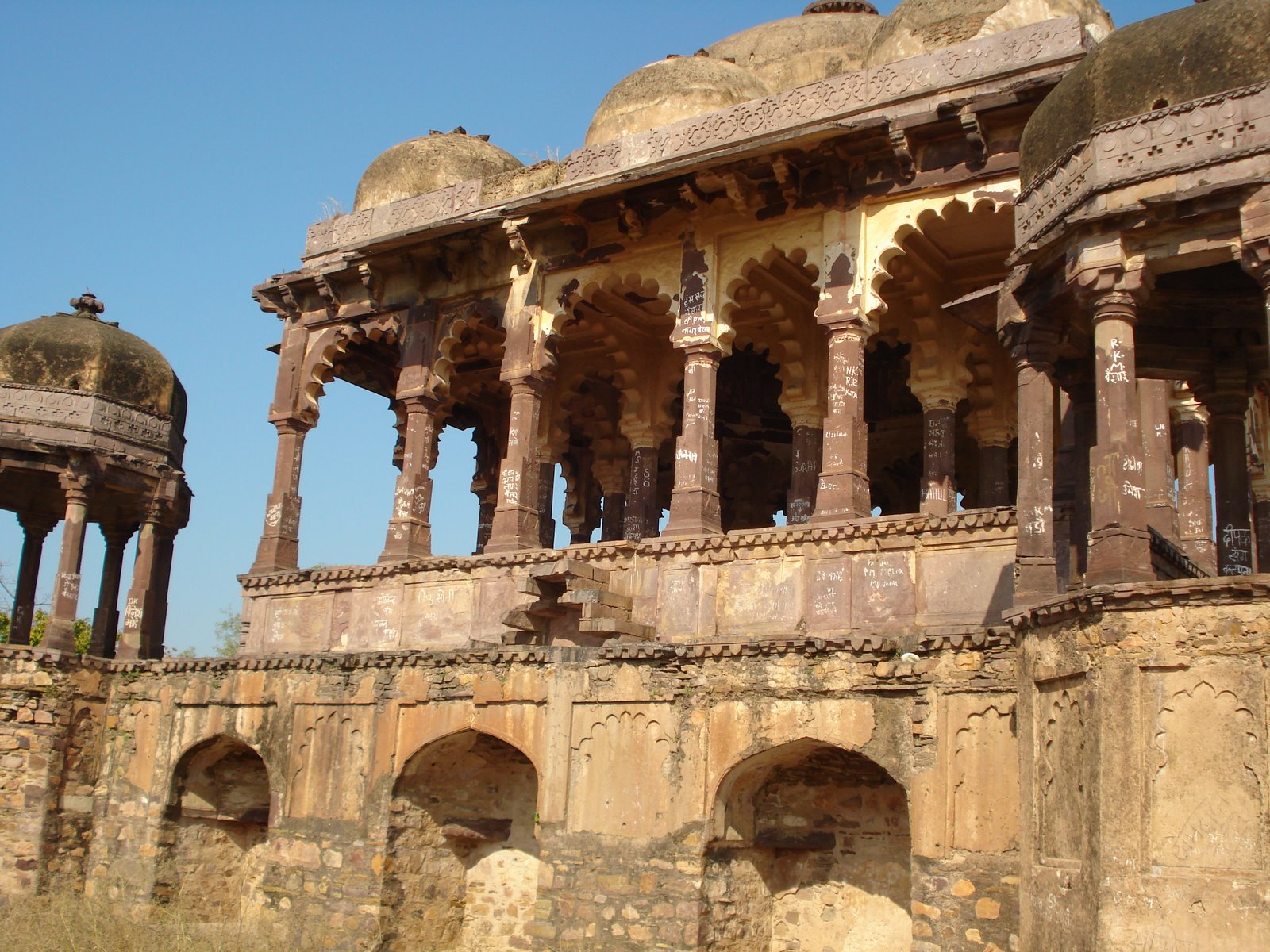
Forte de Ranthambore

O Parque Nacional de Ranthambore abrange uma área total de 1.334 km², incluindo o Santuário Keladevi e o Santuário Sawai Mansingh. A área central do parque é de aproximadamente 275 km². Ele abriga florestas decíduas secas e prados abertos, situados em uma faixa de altitude entre 215 e 505 m.
O Forte de Ranthambore, construído no século X pelos Chahamanas de Ranastambhapura, está localizado a 210 m acima da planície circundante. Dentro do forte, há três templos de pedra vermelha dedicados a Ganesha, Shiva e Ramlalaji. Há também um templo jainista Digamber dedicado a Sumatinatha e Sambhavanatha, construído nos séculos XII e XIII.  O lago Padam Talao é o maior dos numerosos lagos do parque. Um Jogi Mahal de arenito vermelho encontra-se na beira do lago.

## Flora

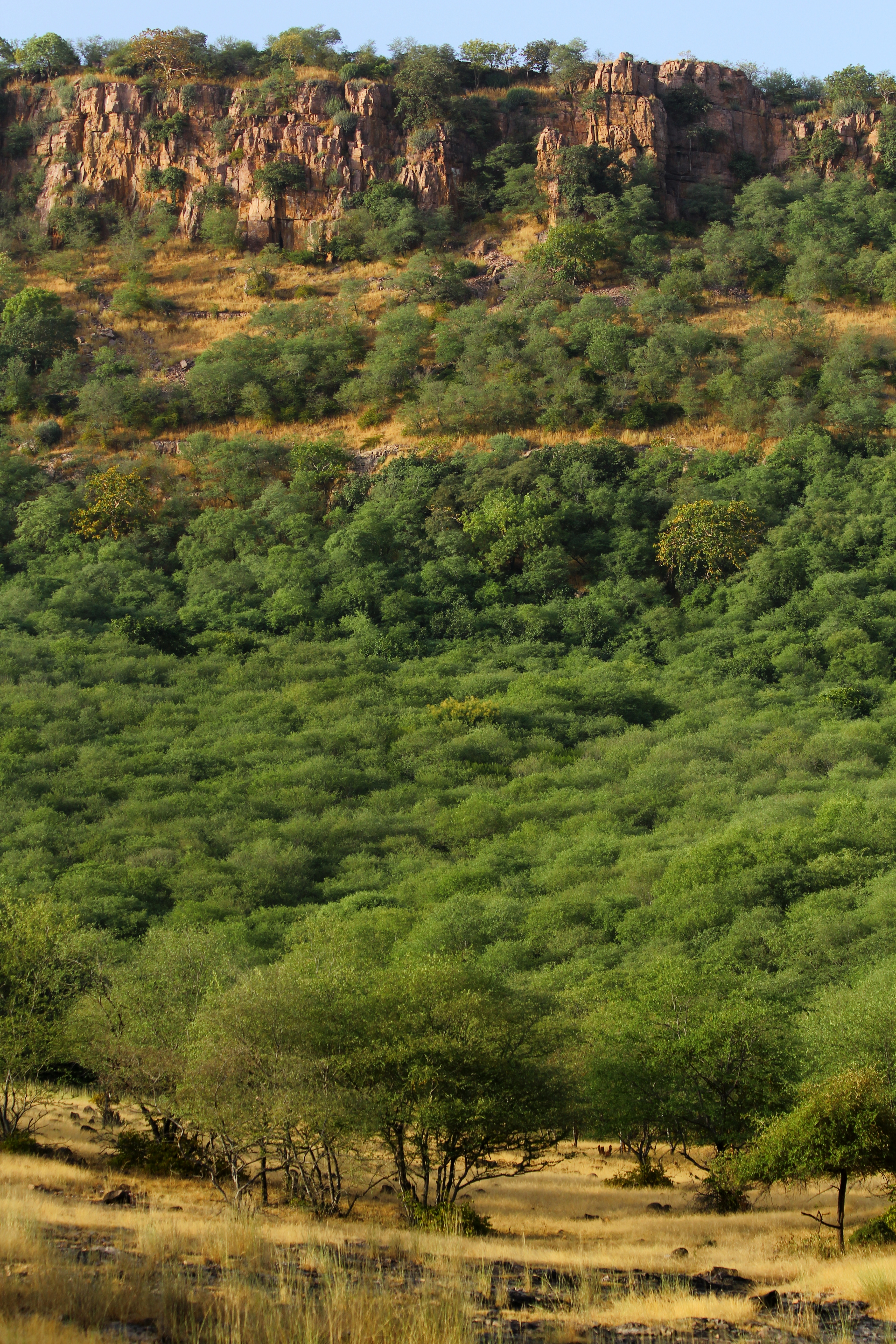
Paisagem do Parque Nacional de Ranthambore

O parque possui mais de 300 espécies de árvores, das quais mais de 100 têm importância medicinal. A paisagem é composta por florestas tropicais secas densas, áreas de arbustos abertos e terrenos rochosos, entremeados por lagos e riachos. A ecorregião inclui as florestas decíduas secas de Khathiar-Gir.

## Fauna

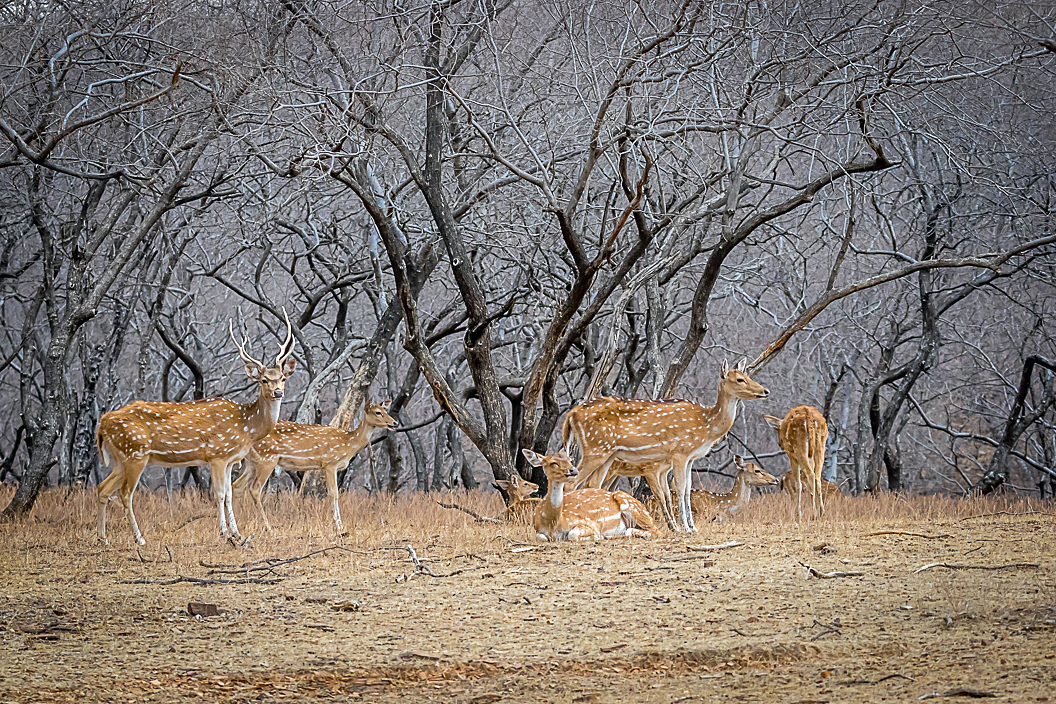
Manada de cervos no Parque Nacional de Ranthambore

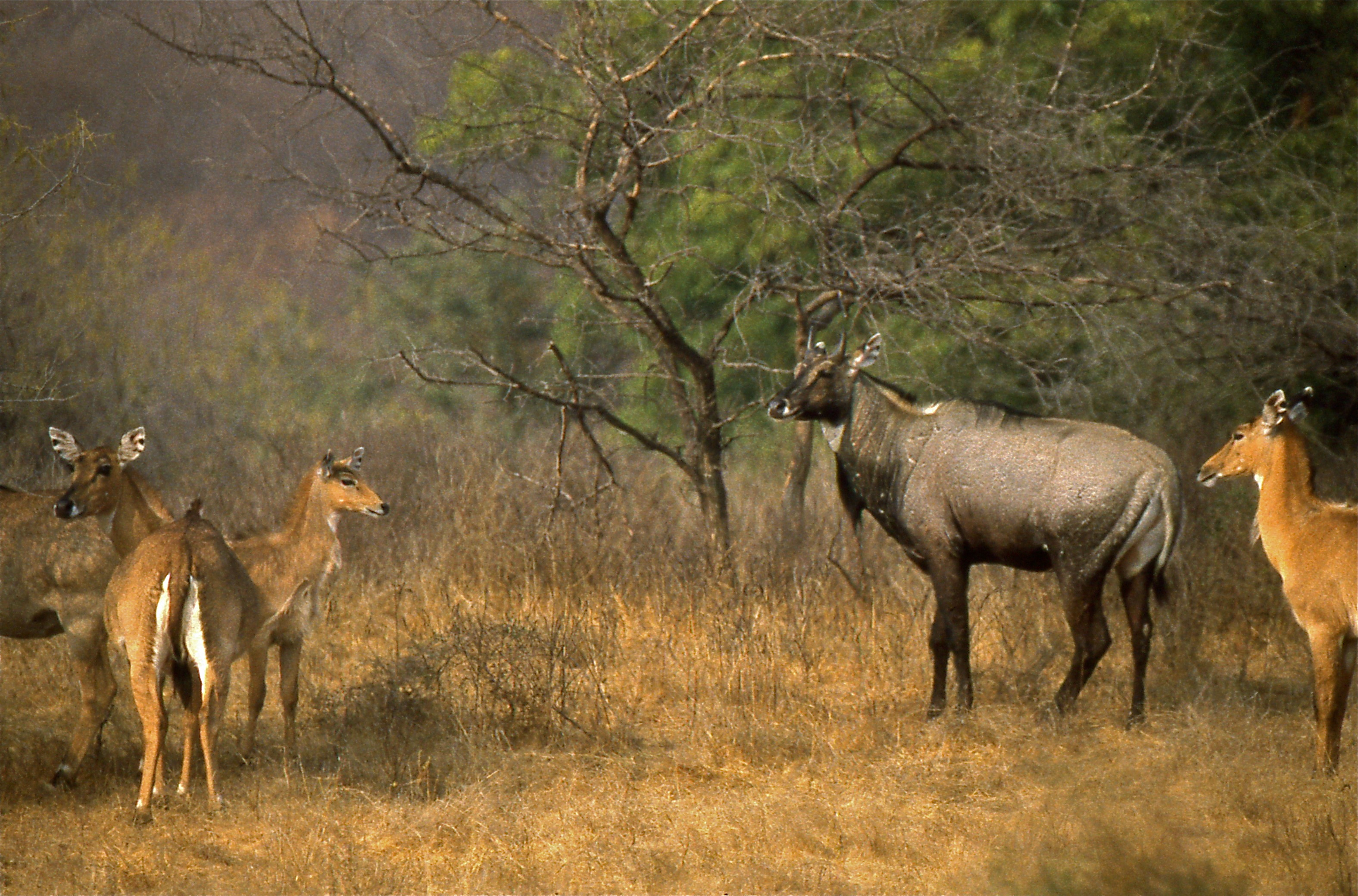
Manada de nilgois

O Parque Nacional de Ranthambore abriga diversos animais selvagens, incluindo cervos, sambares, antílopes-negros, chinkaras, nilgois, colobos, macacos-rhesus, chacais, hienas-listradas, gatos-da-selva, caracais, leopardos, tigres e ursos-preguiça. O parque também é lar de mais de 270 espécies de aves, como pavões, águias-serpentárias-de-crista, francolins pintados e papa-moscas-do-paraíso-indiano.

### Tigres

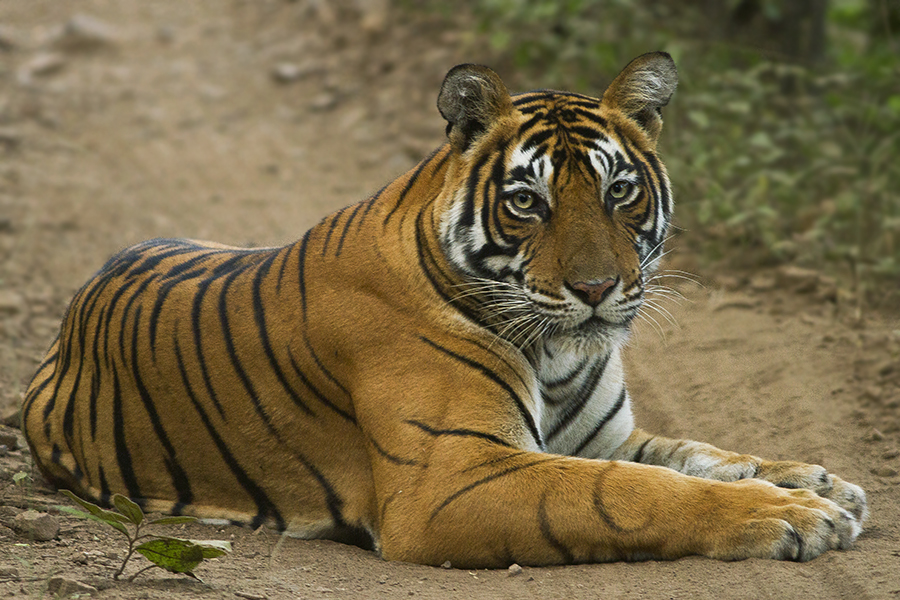
Tigre no Parque Nacional de Ranthambore

Ranthambore é conhecido por sua população de tigres-de-bengala. Nos últimos anos, houve uma redução no número de tigres devido à caça ilegal e outros fatores. Em 2005, havia 25 tigres, número que aumentou para 48 em 2013. Segundo o censo de 2022, o parque contava com 52 tigres.

## Valoração do ecossistema
A valoração econômica da reserva de tigres estimou que seus benefícios anuais atingem 8,3 bilhões de rúpias (0,56 lakh/hectare). Entre os serviços mais importantes estão a proteção do pool genético (7,11 bilhões), o fornecimento de água para a região vizinha (115 milhões) e a provisão de habitat e refúgio para a fauna (182 milhões). Outros serviços incluem o ciclo de nutrientes (34 milhões) e o sequestro de carbono (69 milhões).